# Казак, Максим Викторович
Максим Викторович Казак (род. 22 июня 1976, Казань) — главный редактор российского журнала и интернет-портала о высоких технологиях CNews с 2004 по 2018 гг.
В детстве профессионально занимался баскетболом. В 1998 году получил диплом РГГУ, факультет управления.

## Карьера
- В 2000 г. начал работу в РБК.
- С 2002 года инициировал создание и возглавил аналитическое агентство CNews Analytics. В 2003 году Максим Казак стал инициатором подготовки первого в России рейтинга «CNews100: Крупнейшие ИТ-компании России», составленного на основе данных о совокупной выручке предприятий.
- C 2004 г. — главный редактор CNews.
- В 2012 году был включён в рейтинг "Молодые медиа-менеджеры России", подготовленный агентством Odgers Berndtson в сотрудничестве с PwC[1].
- В 2012 году вошёл в состав Общественно-экспертного совета по раскрытию информации на портале Минкомсвязи России по результатам внедрения государственной информационной системы учёта информационных систем.
- В 2012-2013 годах приказом министра Николая Никифорова включён в состав Экспертного совета по развитию отрасли информационных технологий при Минкомсвязи РФ [2].
- В 2018 году покинул пост главного редактора CNews.